# Energía eólica en Vietnam

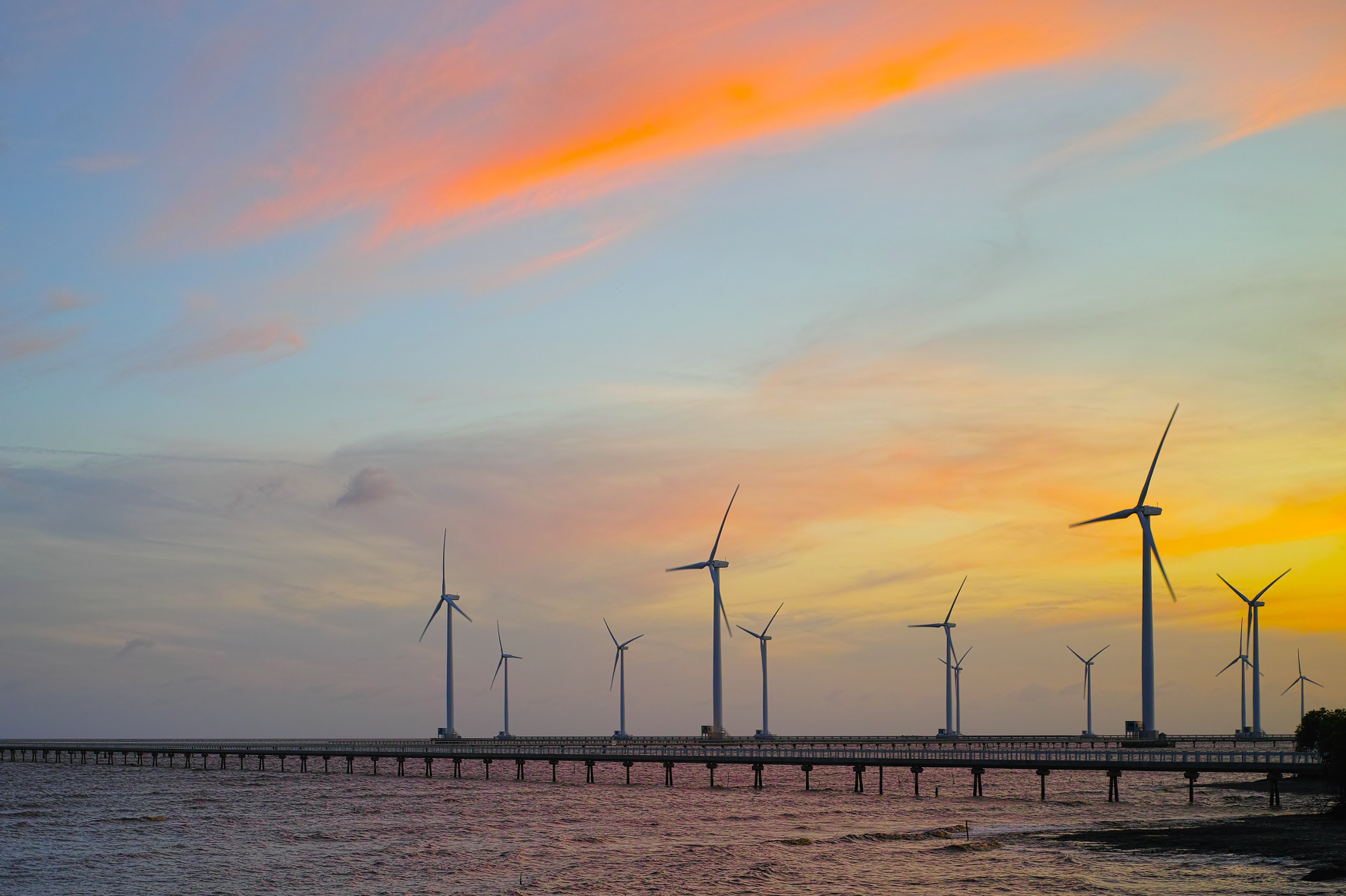
Turbina eólica en Bac Lieu

La energía eólica en Vietnam forma parte de la creciente industria energética del país, que se suma al impulso global de fuentes de energía renovable, la importación de conocimiento y tecnología, y al mismo tiempo, responde a las necesidades de desarrollo energético. A pesar de que las pequeñas centrales hidroeléctricas explotadas no garantizan los beneficios deseados en comparación con el daño ambiental que causan, Vietnam cuenta con un inmenso potencial en energía solar y eólica. Esto se debe a su ubicación cercana al ecuador y a la presencia de áreas secas y soleadas con patrones de viento estables, especialmente en las provincias del Centro Sur.
En consecuencia, el gobierno de Vietnam está promoviendo activamente el desarrollo de la energía eólica, en conjunto con la energía solar, como se refleja en la Decisión 2068/QD-TTg del 25 de noviembre de 2015, emitida por el Primer Ministro, que aprueba la Estrategia de Desarrollo de Energías Renovables con una visión a 2050. Esta estrategia tiene como objetivo garantizar el desarrollo sostenible de fuentes de energía al detener los proyectos de energía nuclear y reducir la dependencia de la energía térmica basada en combustibles fósiles.
Los incentivos para invertir en la construcción de fábricas y los precios de venta de electricidad ofrecidos por Vietnam Electricity han atraído la atención tanto de inversores nacionales como extranjeros. Como resultado, a pesar de que la construcción de plantas de energía eólica comenzó recién en 2012 con la Planta de Energía Eólica de Tuy Phong (actualmente conocida como Planta de Energía Eólica de Binh Thanh), a mediados de 2019 ya se habían completado o estaban cerca de completarse varios proyectos, con una capacidad instalada de varias decenas de megavatios.
Una desventaja inherente de la energía eólica es que la generación de electricidad depende exclusivamente de la presencia de viento, y la producción de energía varía en función de la velocidad del viento. Además, las áreas geográficas propicias para la ubicación de parques eólicos suelen encontrarse alejadas de las zonas de consumo principal. Esto implica que la red eléctrica debe ser capaz de gestionar eficazmente la transmisión de energía y contar con un plan de regulación de fuentes de energía adecuado para garantizar un suministro estable de energía para las demandas de consumo.

## Impacto en el medio ambiente de las personas.

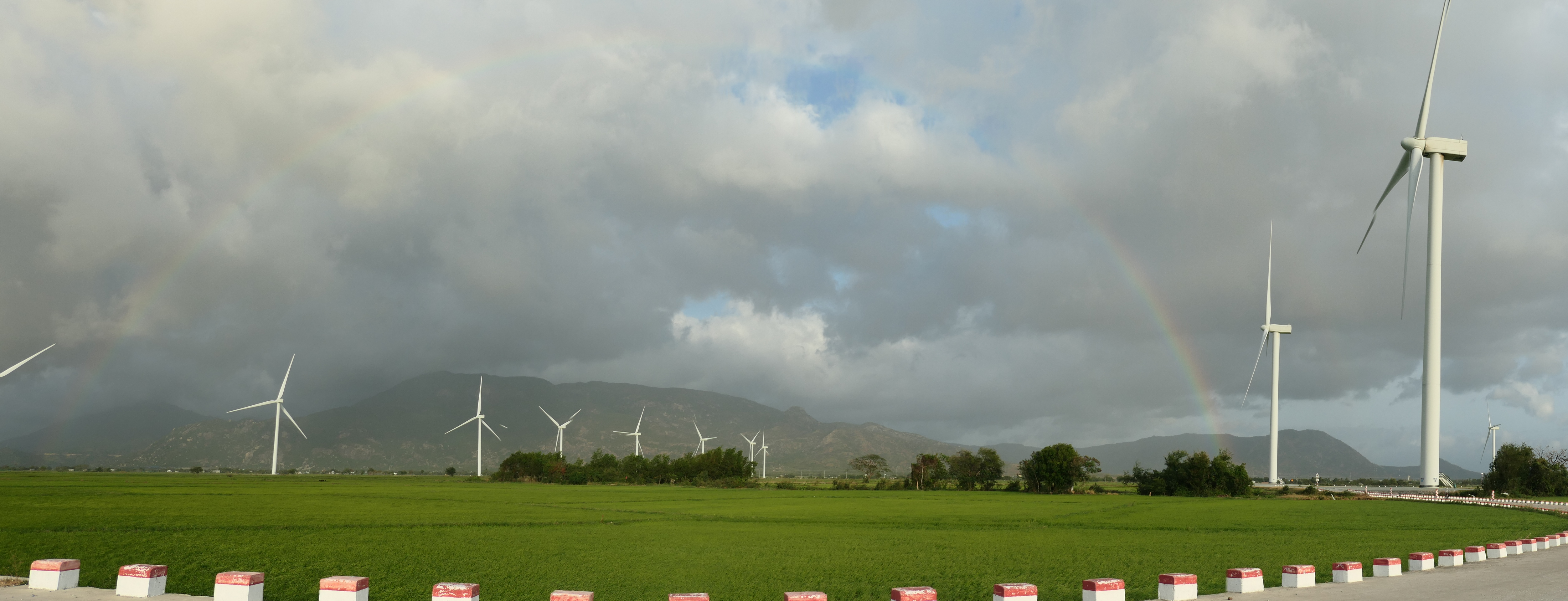
Columnas de turbina en Dam Nai Wind Power en el distrito de Thuan Bac, Ninh Thuan, febrero de 2022

Dentro de las opciones de generación de energía, la energía eólica se considera actualmente como una de las de menor impacto ambiental. Según la evaluación del potencial de calentamiento global realizada por el IPCC, las turbinas eólicas tienen un valor promedio de emisiones (en gramos equivalentes de CO2 por kilovatio-hora) de 12 y 11, dependiendo de si están ubicadas en alta mar o en tierra, respectivamente.. En comparación con otras fuentes de energía con bajas emisiones de carbono, las turbinas eólicas presentan uno de los menores potenciales de calentamiento global por unidad de energía eléctrica generada.
Los parques eólicos pueden ocupar vastas extensiones de terreno, pero la porción destinada a las torres eólicas y su infraestructura es relativamente pequeña. Esto significa que la tierra de la finca sigue siendo utilizada para otras actividades como la agricultura, la silvicultura y la pesca. Sin embargo, es importante señalar que las granjas eólicas terrestres pueden tener un impacto visual en el paisaje de la región, lo que a menudo es un tema de consideración y debate en las comunidades locales y en el proceso de planificación y desarrollo de estos proyectos.

### Impacto en el clima
Sin embargo, es importante señalar que el impacto de la explotación de la energía eólica en la circulación atmosférica aún está siendo investigado y no se ha estudiado exhaustivamente. Cuando se extrae energía del viento y las corrientes atmosféricas, esto puede tener efectos gradualmente decrecientes en la energía transportada por las nubes y el viento, lo que podría influir en la distribución de la lluvia y la nieve. Este proceso, combinado con los cambios relacionados con el calentamiento global, podría alterar la distribución y los patrones de las nubes, especialmente en las regiones donde predominan los vientos. Estos cambios podrían tener un impacto negativo en el clima y, con el tiempo, podrían manifestarse en consecuencias significativas después de décadas de acumulación. La comprensión completa de estos efectos requerirá una investigación continua y análisis detallados.
En el caso de parques de energía eólica en tierra, es posible evaluar el impacto directo en el cambio climático considerando el área que se despeja para la construcción de las instalaciones y la creación de caminos para el transporte de equipos voluminosos. La tala de bosques y el drenaje de cursos de agua pueden resultar en la transformación de áreas anteriormente cubiertas de vegetación forestal en colinas desnudas, lo que a su vez aumenta los niveles de sequía y calor en la región. La pérdida de la capacidad de infiltración de agua en el suelo, que conduce a la degradación de la vegetación, es un aspecto que a menudo se pasa por alto en la fase de planificación y desarrollo de estos proyectos. Este impacto en la hidrología y el uso de la tierra es esencial para comprender completamente las implicaciones ambientales de los parques eólicos en tierra.

### Relación con el turismo
Es cierto que al destacar los beneficios de los parques eólicos, algunos proyectos han argumentado que las turbinas eólicas pueden crear paisajes únicos y atractivos para los turistas cuando se visitan áreas con potencial escénico. Sin embargo, este enfoque a menudo entra en conflicto con la necesidad de utilizar tierras para la generación de energía eólica, lo que a veces implica la tala de bosques o la superposición con zonas turísticas existentes.
Este es un tema controvertido que requiere un equilibrio delicado entre la producción de energía renovable y la preservación del paisaje natural y las áreas turísticas. En muchos casos, la planificación cuidadosa y la consulta con las partes interesadas locales son esenciales para encontrar soluciones que minimicen el impacto en el entorno y maximicen los beneficios tanto de la generación de energía eólica como del turismo sostenible.
No obstante, los profesionales del turismo desestiman esta noción, argumentando que "nadie optaría por alquilar un hotel para descansar justo en las proximidades de una torre eólica"..

## Lista de fábricas
Relación de centrales eólicas ordenadas por fecha de inauguración de la fase básica.
La capacidad instalada objetivo (P LM) de una planta de energía eólica es altamente adaptable, ya que consta de aerogeneradores con capacidades que varían de 1 a 4 MW cada uno, y puede ajustarse según las necesidades de construcción. En esta columna, se encuentra la Capacidad de Expansión, que se indica entre paréntesis, y representa la capacidad total prevista para la fase de expansión del proyecto. En la práctica, al implementar un proyecto de expansión, los inversores suelen integrar la planta existente para su gestión y operación. Algunos proyectos incluso incluyen la incorporación de una planta de energía solar para agilizar el proceso de obtención de permisos, construcción y operación, como es el caso del proyecto de energía solar y eólica Fujiwara Binh Dinh.
| Proyecto                | PLM (MW)  | Producción anualmente (millones de kWh) | año de operación | coordenadas                                    | ubicación administrativa                                |
| ----------------------- | --------- | --------------------------------------- | ---------------- | ---------------------------------------------- | ------------------------------------------------------- |
| Điện gió V1-2 Trà Vinh  | 48        | 163                                     | 2021             |                                                | xã Trường Long Hòa thị xã Duyên Hải tỉnh Trà Vinh       |
| Điện gió B&T Quảng Bình | 252       | 648                                     | 2021             | 17°20′26″N 106°42′57″E / 17.340471, 106.715750 | Huyện Quảng Ninh và Lệ Thủy tỉnh Quảng Bình             |
| Quốc Vinh Sóc Trăng     | 30 (129*) |                                         | 2021             |                                                | ấp Huỳnh Kỳ xã Vĩnh Hải thị xã Vĩnh Châu tỉnh Sóc Trăng |
| Hiệp Thạnh              | 78        | 300                                     | 2021             |                                                | xã Hiệp Thạnh thị xã Duyên Hải tỉnh Trà Vinh            |
| Số 3 Sóc Trăng          | 30 (65*)  |                                         | 2021             |                                                | phường Vĩnh Phước thị xã Vĩnh Châu tỉnh Sóc Trăng       |
| Lạc Hòa                 | 30        | 93 (160*)                               | 6/2021           | 9°19′30″N 106°02′57″E / 9.324952, 106.049136   | xã Lạc Hòa Thị xã Vĩnh Châu tỉnh Sóc Trăng              |
| Tân Thuận               | 75        | 220                                     | 8/2021           | 8°59′06″N 105°19′33″E / 8.985072, 105.325781   | xã Tân Thuận huyện Đầm Dơi tỉnh Cà Mau                  |
| HBRE Chư Prông          | 50        |                                         | 12/2020          | 13°49′22″N 107°56′55″E / 13.822772, 107.948606 | xã Ia Phìn huyện Chư Prông tỉnh Gia Lai                 |
| Nexif Energy            | 30 (80*)  | (250)                                   | 2021             | 9°52′11″N 106°41′28″E / 9.869625, 106.691212   | xã Thạnh Hải huyện Thạnh Phú tỉnh Bến Tre               |
| Hòa Bình 1              | 50        |                                         | 6/2021           | 9°11′32″N 105°43′03″E / 9.192099, 105.717615   | xã Vĩnh Hậu A huyện Hòa Bình tỉnh Bạc Liêu              |
| Win Energy Chính Thắng  | 50        |                                         | 4/2020           | 11°29′22″N 108°55′42″E / 11.489467, 108.928353 | xã Phước Ninh huyện Thuận Nam tỉnh Ninh Thuận           |
| KOSY Bạc Liêu           | 400       |                                         | 2023 ?           | 9°14′34″N 105°36′17″E / 9.242913, 105.604770   | xã Vĩnh Mỹ A huyện Hòa Bình tỉnh Bạc Liêu               |
| Hướng Hiệp              | 30        | 126,3                                   | 12/2020          | 16°45′01″N 106°51′00″E / 16.750148, 106.849997 | xã Hướng Hiệp huyện Đakrông tỉnh Quảng Trị              |
| Hướng Phùng 3           | 30        | 116,3                                   | 2021             |                                                | xã Hướng Phùng huyện Hướng Hóa tỉnh Quảng Trị           |
| Hướng Phùng 2           | 20        | 77,5                                    | 2021             |                                                | xã Hướng Phùng huyện Hướng Hóa tỉnh Quảng Trị           |
| Hướng Phùng 1           | 30        | 81,1                                    | 2020             | 16°42′39″N 106°34′34″E / 16.710793, 106.576168 | xã Hướng Phùng huyện Hướng Hóa tỉnh Quảng Trị           |
| Bình Đại                | 30 (310*) | 84                                      | 2020             | 10°09′29″N 106°47′14″E / 10.158039, 106.787156 | xã Thừa Đức huyện Bình Đại tỉnh Bến Tre                 |
| Công Lý Sóc Trăng       | 30 (98*)  | 84                                      | 04/2020          | 9°15′05″N 105°51′04″E / 9.251474, 105.851150   | xã Lai Hòa thị xã Vĩnh Châu tỉnh Sóc Trăng              |
| Fujiwara Bình Định      | 50        |                                         | 02/2020          | 13°59′23″N 109°14′53″E / 13.989837, 109.248016 | xã Cát Hải huyện Phù Cát tỉnh Bình Định                 |
| Trung Nam Ninh Thuận    | 152       | 426                                     | 4/2019           | 11°41′18″N 109°01′48″E / 11.688207, 109.029904 | xã Bắc Phong huyện Thuận Bắc tỉnh Ninh Thuận            |
| Mũi Dinh                | 37,6      | 105                                     | 11/2018          | 11°28′05″N 109°00′46″E / 11.468067, 109.012662 | xã Phước Dinh huyện Thuận Nam tỉnh Ninh Thuận           |
| Đầm Nại                 | 40        | 110                                     | 11/2018          | 11°40′47″N 109°03′21″E / 11.679858, 109.055855 | xã Bắc Sơn huyện Thuận Bắc tỉnh Ninh Thuận              |
| Hướng Linh 1,2          | 60        | 244,7                                   | 5/2017           | 16°42′23″N 106°46′03″E / 16.706404, 106.767450 | xã Hướng Linh huyện Hướng Hóa tỉnh Quảng Trị            |
| Phú Lạc                 | 24 (126*) | 59                                      | 9/2016           | 11°13′34″N 108°41′41″E / 11.226099, 108.694780 | xã Phú Lạc huyện Tuy Phong tỉnh Bình Thuận              |
| Côn Đảo                 | 4         |                                         | 2015 ?           | 8°39′32″N 106°37′09″E / 8.658966, 106.619240   | Côn Đảo                                                 |
| Bạc Liêu                | 99 (241*) | 320                                     | 10/2012          | 9°14′21″N 105°49′29″E / 9.239033, 105.824757   | xã Vĩnh Trạch Đông thành phố Bạc Liêu tỉnh Bạc Liêu     |
| Phú Quý                 | 6         | 25,4                                    | 8/2012           | 10°33′03″N 108°55′46″E / 10.550834, 108.929507 | xã Long Hải và Ngũ Phụng đảo Phú Quý tỉnh Bình Thuận    |
| Bình Thạnh              | 30        | 85                                      | 04/2012          | 11°13′10″N 108°40′18″E / 11.219514, 108.671737 | xã Bình Thạnh huyện Tuy Phong tỉnh Bình Thuận           |

(*): Capacidad del proyecto después de la ampliación.